# Osmia ocularis
Osmia ocularis is een vliesvleugelig insect uit de familie Megachilidae. De wetenschappelijke naam van de soort is voor het eerst geldig gepubliceerd in 1988 door Warncke.